# Taxxi, amores cruzados
Taxxi, amores cruzados è una telenovela argentina prodotta da Endemol, Azteka Films e Ctv Contenidos per Telefe. Con Gabriel Corrado, Catherine Fulop, Nicolás Riera e Rocío Igarzábal. Con Micaela Vázquez, Jorge D'Elía, Ezequiel Rodríguez e Jéssica Mas. La telenovela ha come antagonisti da Ivo Cutzarida, Maite Zumelzú e l'attore di punta Jorge Marrale. C'era anche una apparizione speciale di Esmeralda Mitre. La partecipazione di Tomás Fonzi come attore ospite. È stata la vincitrice del concorso proposto dall'Istituto Nazionale di Cinema e delle Arti Audiovisive (INCAA). 

## Trama
Martín Montana (Gabriel Corrado) ha perso sua moglie : Agustina Sorrento (Rocío Igarzábal), quindici anni dopo la morte della sua amata, egli si incontra con una donna Tania Shelley, identica a come lo era Agustina al momento della sua morte. L'ossessione di Martín per Tania , questa misteriosa donna, lo porta a diventare l'associato di un sinistro personaggio, il signor Moretti (Jorge Marrale). Quello che Martín non sa è che Moretti è in realtà il dottor Mattsson, suo ex professore e rivale, tornato dall'ombra per compiere una vendetta perfetta contro di lui. Da parte sua, Tania non sa di essere in realtà la moglie di Martín, Agustina, e che Moretti l'ha trasformata in "un'altra" in modo che potesse uccidere l'uomo che ha amato di più nella sua vita. Ma Moretti ignora una cosa: a volte il vero amore è una forza impossibile da fermare e controllare. 
Intanto, Diego Montana (Nicolás Riera), unico figlio di Martín e Agustina, inizia a tessere il proprio dramma quando scopre che Lucía (Catherine Fulop), una pubblicista che ha incontrato e che lo ha affascinato, è la madre della sua giovane ragazza Ema (Micaela Vázquez), e le loro vite si intrecciano e cadono tutte sotto il potere del sinistro Moretti, che, assistito dal violento Víctor (Ivo Cutzarida), convincerà Helena (Maite Zumelzú), la cognata di Martín, a unirsi ai suoi malvagi propositi. 

## Episodi
| Stagione       | Episodi | Prima TV Argentina |
| -------------- | ------- | ------------------ |
| Prima stagione | 66      | 2013               |